# Phylétisme

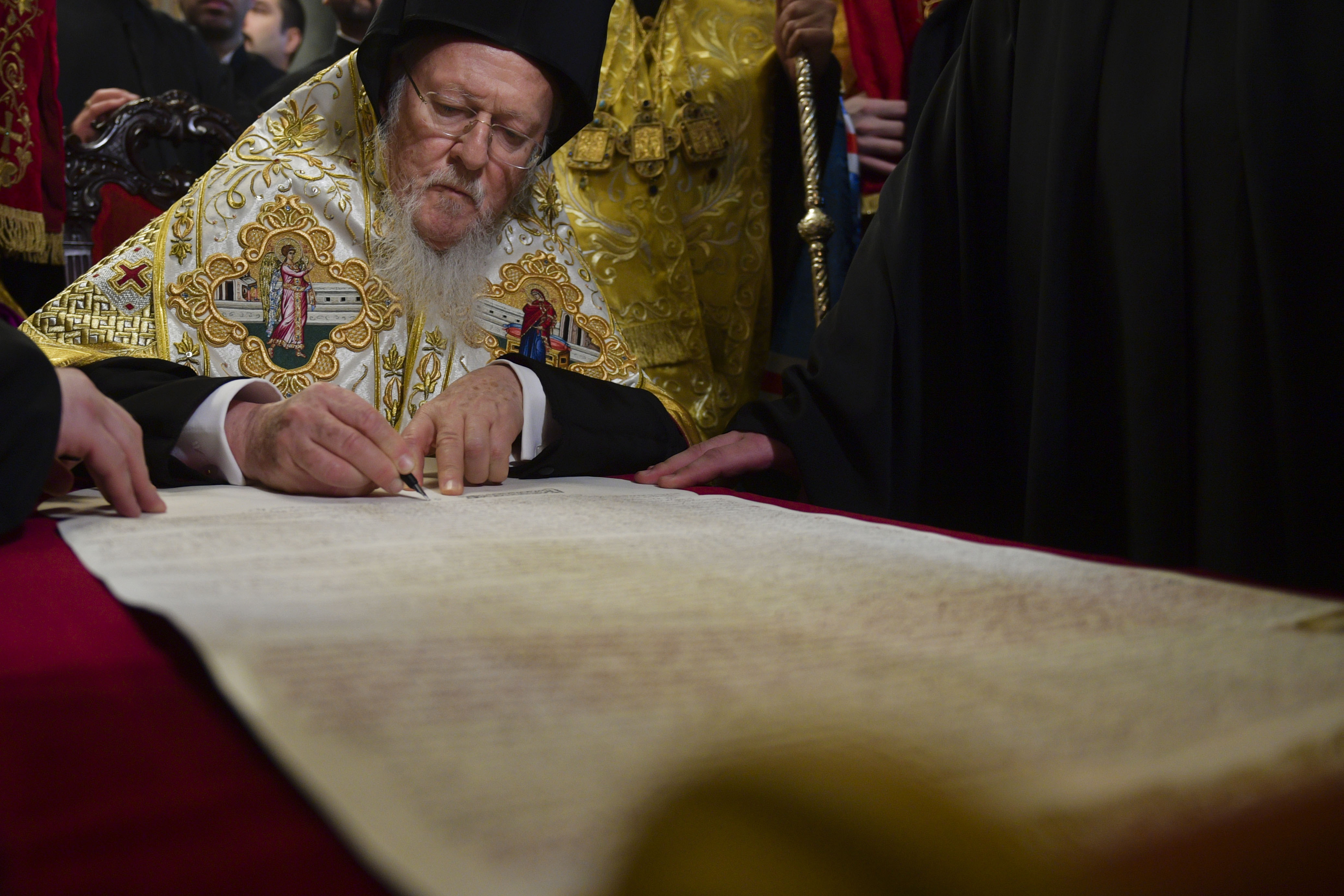
Visite du président ukrainien Petro Porochenko en Turquie (1er mai 2019).

Le phylétisme ou ethnophylétisme (du grec ἔθνος ethnos « nation » et φυλετισμός phyletismos « tribalisme ») est le principe des nationalités appliqué dans le domaine ecclésiastique : autrement dit, l'amalgame entre Église et nation. 
Le terme ethnophyletismos désigne l'idée qu'une Église locale autocéphale se fonde non pas sur un critère local (ecclésial), mais sur un critère ethnophylétiste, national ou linguistique. Il fut utilisé lors du concile tenu à Constantinople le 10 septembre 1872 pour qualifier le « nationalisme (religieux) phylétiste », qui fut condamné comme une hérésie ecclésiale moderne : l'Église ne doit pas être confondue avec le destin d'une seule nation ou d'une seule race.

## Historique

### Apparition du terme au XIXe siècle
Le terme phylétisme est utilisé pour la première fois par un concile convoqué par le patriarcat œcuménique à Constantinople, alors capitale de l'Empire ottoman, en 1872 pour définir et condamner un enseignement hérétique adopté par l'exarchat bulgare qui a nommé des évêques bulgares à Constantinople, juridiction relevant du patriarcat oecuménique, qui peut donc être comprise comme une invasion ecclésiastique.
En septembre 1872, le concile, présidé par le patriarche Anthème VI de Constantinople, avec Sophrone IV d'Alexandrie, Hierothée d'Antioche, Sophrone III de Chypre et des représentants de l'Église de Grèce, émet une condamnation officielle (anathème) de ce qu'il considère comme nationalisme ethnique au sein de l'Église, ou « ethno-phylétisme », ainsi que son argumentation théologique. En condamnant le « phylétisme », le synode de Constantinople définit en fait un problème important de l'orthodoxie moderne.

### Condamnation au concile de 1872
Le phylétisme est condamné comme une hérésie par les patriarches de la Pentarchie dans leur déclaration finale du concile :
« Nous dénonçons, censurons et condamnons le phylétisme, c'est-à-dire la discrimination raciale mais aussi les conflits, rivalités et dissensions nationalistes dans l'Église du Christ, comme antithétiques à l'enseignement de l'Évangile et des canons sacrés de nos bienheureux Pères, qui soutiennent la
Sainte Église. »

### XXeetXXIesiècles
Dans la seconde moitié du XXe siècle, il y a un débat vigoureux et parfois controversé parmi les orthodoxes concernant le problème de la diaspora, en particulier l'organisation de l'Église orthodoxe dans les pays vers lesquels les fidèles orthodoxes avaient émigré. La question a pris de l'importance à la suite de l'émigration massive de réfugiés russes à la suite de la révolution russe de 1917, le problème étant que les diocèses orthodoxes et les structures ecclésiastiques plus importantes (« juridictions ») de la diaspora se chevauchaient souvent, un problème particulièrement aigu en Europe occidentale et les États-Unis. Le résultat est qu'il y a généralement plusieurs évêques orthodoxes de différentes juridictions orthodoxes dans les grandes villes des pays hors de la juridiction propre d'une Église nationale, malgré le fait que le Patriarcat œcuménique revendique le privilège d'être la seule autorité canonique légitime pour tous les orthodoxes vivant dans la Diaspora sur la base du Canon 28 du Concile de Chalcédoine. Cette situation viole le principe canonique de territorialité selon lequel chaque ville et province devrait avoir son propre évêque unique.

#### France
Philip Saliba, archevêque de New York et métropolite de toute l'Amérique du Nord (l'archidiocèse chrétien orthodoxe d'Antioche d'Amérique du Nord), en 2007, a cité Paris, en France, comme exemple de phylétisme :
Un autre exemple de phylétisme est Paris, France. Il y a six évêques orthodoxes coexistants avec des juridictions ecclésiologiques qui se chevauchent. À mon avis et de l'avis des canonistes orthodoxes, c'est du phylétisme.
Grégoire Papathomas, évêque de Peristeri et professeur de droit canonique à l'Institut saint Serge et à la faculté de théologie orthodoxe à Athènes considère qu'il s'agit de l'un des plus grands problèmes canoniques et ecclésiastiques auquel l'Eglise orthodoxe doit se confronter, notamment en France.
En réalité, il ne fait aucun doute que, derrière cette double manifestation de l’Autocéphalisme, se dissimule un « ethno-phylétisme ecclésiologique » qui tente d’instaurer une « autocéphalie nationale mondiale » et une « ecclésiologie monocaméraliste » [nationalement unilatérale], précisément parce qu’elle concrétise, consciemment ou non, l’idée – prouvée erronée – que toute Église autocéphale est indépendante et dotée d’une autosuffisance ecclésiale ontologique. Voilà les idées clés sur lesquelles se fonde l’Autocéphalisme, ennemi de l’unité ecclésiale, qui évolue sous le couvert du concept d’Autocéphalie. Cette position n’est nullement une expression de l’ecclésiologie de l’Église mais, bien au contraire, instaure une multi-canonicité, c’est-à-dire une canonicité prismatique et des hétérotopies canoniques qui, en fin de compte, font obstacle à la réalisation de l’Église et du corps ecclésial en un lieu donné.
Malgré la multiplicité des évêques orthodoxes issus d'Églises autocéphales différentes en France, il existe un lieu de communion et d'échange entre eux, l'Assemblée des évêques orthodoxes de France, créée en 1997.

#### États-Unis
Aux États-Unis, la plupart des paroisses orthodoxes ainsi que les juridictions sont ethnocentriques, c'est-à-dire axées sur le service d'une communauté ethnique qui a immigré de l'étranger (par exemple, les Grecs, les Russes, les Roumains, les Finlandais, les Serbes, les Arabes, etc.). De nombreux chrétiens orthodoxes doivent parcourir de longues distances pour trouver une Église locale familière à leur origine ethnique. Toutes les églises orthodoxes tentent de s'adapter à celles d'autres traditions ethniques avec plus ou moins de succès.

En juin 2008, le métropolite Jonas de l'Église orthodoxe d'Amérique a prononcé une conférence sur « l'épiscopat, la primauté et les Églises mères: une perspective monastique » à la conférence de la communauté de Saint-Alban et de Saint-Serge au séminaire théologique de Saint-Vladimir. .
Le problème n'est pas tant les multiples juridictions qui se chevauchent, chacune s'occupant de divers éléments de la population. Cela pourrait être adapté comme un moyen de faire face à la diversité légitime des ministères au sein d'une Église locale ou nationale. Le problème est qu'il n'y a pas d'expression commune d'unité qui remplace les divisions ethniques, linguistiques et culturelles : il n'y a pas de synode d'évêques responsables de toutes les églises d'Amérique, et pas de primauté ou de point de responsabilité dans le monde orthodoxe avec l'autorité de corriger une telle situation.
Josiah Trenham note neuf divisions de pratique pastorale parmi les juridictions orthodoxes aux États-Unis.